# Gliese 105
Gliese 105 (GJ 105) es un sistema estelar situado en la constelación de Cetus. La componente principal, Gliese 105 A, tiene magnitud aparente +5,82, y está separada 165 segundos de arco de Gliese 105 B, de magnitud +11,66, descubierta por Adriaan van Maanen hacia el año 1938. A la distancia de 23,4 años luz que se encuentra el sistema, la distancia aproximada entre ambas estrellas es de 1200 UA.
Gliese 105 A (HD 16160 / HR 753 / LHS 15) es una enana naranja de tipo espectral K3V con una temperatura efectiva de 4829 K.
Su luminosidad equivale al 27% de la luminosidad solar y su radio es un 24% más pequeño que el del Sol. Gira sobre sí misma con una velocidad de rotación de al menos 2,9 km/s.
Su abundancia relativa de hierro es algo inferior a la solar ([Fe/H] = -0,16); sin embargo, otros metales como sodio, magnesio, aluminio o silicio, son algo más abundantes que en el Sol. Asimismo, el contenido de litio es inferior al de nuestra estrella.
Con una masa de 0,81 masas solares, no existe consenso en cuanto a su edad; un estudio cita 540 millones de años como su edad más probable —siendo en ese caso una estrella joven—, mientras que otro aumenta dicha cifra hasta los 8600 millones de años de edad.
Gliese 105 B (LHS 16) es una enana roja de tipo M4 con una temperatura superficial de 3042 K.
Su luminosidad 130 veces menor que la del Sol y tiene una masa de 0,266 ± 0,003 masas solares.
Su velocidad de rotación proyectada es de 2,4 km/s.
Es una variable BY Draconis y recibe la denominación de variable BX Ceti. A pesar de esta variabilidad parece presentar una actividad cromosférica desacostumbradamente baja.
El sistema estelar se completa con una tercera componente, Gliese 105 C, que orbita alrededor de Gliese 105 A. Es una tenue enana roja de tipo M7V cuyo diámetro no debe ser mucho mayor que el de Júpiter. Con una temperatura superficial de 2600 K, es una de las estrellas de la secuencia principal más frías que se conocen, con una masa apenas suficiente para iniciar la fusión nuclear. La distancia actual con Gliese 105 A es de 24 UA; medidas astrométricas realizadas a lo largo de varios años permiten estimar su período orbital en 61,3 años.
A su vez, Gliese 105 B emplea casi 37.000 en completar una órbita en torno al par AC.
La estrella conocida más próxima a este sistema es GJ 3146, distante 5,6 años luz.